# Helena Kekkonen
Pulmu Helena Kekkonen (Leppävirta, 11 de junio de 1926-Helsinki, 13 de mayo de 2014), de soltera Nousiainen, fue una activista pacifista finlandesa y pionera de la educación por la paz. Licenciada en Química, mientras trabajaba como educadora en la prisión central de Sörnäinen, se inspiró en la obra del brasileño Paulo Freire Pedagogía del Oprimido, de 1968. Así, empezó a animar a los presos a elegir los temas de sus cursos y a debatir cuestiones de interés universal, además de sus propios problemas. De 1974 a 1986 fue secretaria general de la asociación de educación libre Vapaan Sivistystyön Yhteisjärjestön y, posteriormente, del instituto de educación para la paz Rauhankasvatusinstituutin (1986-1990). Se la recuerda sobre todo por organizar cada año en Finlandia encuentros internacionales de educación para la paz. Por sus esfuerzos nacionales e internacionales para fomentar las iniciativas de paz entre los educadores, Kekkonen fue la primera persona en recibir el Premio UNESCO de Educación para la Paz cuando se inició en 1981.

## Biografía
Nacida el 11 de junio de 1926 en Leppävirta, Pulmu Helena Nousiainen se licenció como química, pero más tarde se dedicó a la educación para la paz. Inspirada por el pedagogo brasileño Paulo Freire, animó a los presos finlandeses a elegir los temas de sus cursos y a debatir cuestiones de interés universal, además de sus propios problemas.
En 1975, Kekkonen fue elegida secretaria general de la asociación educativa Vapaan Sivistystyön Yhteisjärjestön. Al asumir el cargo, comentó que se unía a la organización comprometida «ni más ni menos que a salvar el mundo». De 1986 a 1990, fue secretaria general del instituto de educación para la paz Rauhankasvatusinstituutin. Posteriormente ocupó cargos en varias organizaciones internacionales y finlandesas, promoviendo la causa de la paz y la educación para la paz. Consideraba especialmente importante concienciar a los escolares de la necesidad de la solidaridad internacional. Por ello, visitó escuelas de toda Finlandia.
Se interesó especialmente por África, promoviendo los objetivos de las organizaciones que representa. En particular, prestó atención a los refugiados de Namibia y Angola. Junto con su marido, Risto Kekkonen, organizó autobuses para transportar a escolares y proporcionar suministros esenciales a los refugiados. En 1976, recibió el Premio Mathilda Wrede en reconocimiento a su labor con los presos.
En 1981, Kekkonen recibió el recién creado Premio UNESCO de Educación para la Paz. Nominada por el Consejo Internacional de Educación de Adultos, fue reconocida por fomentar la educación para la paz en Finlandia y por promover el concepto a escala internacional. En particular, durante varios años consiguió invitar a educadores de Oriente y Occidente a sus reuniones anuales sobre educación para la paz en Finlandia.
Helen Kekkonen falleció el 13 de mayo de 2014 en Helsinki, a los 87 años.